# Паулис, Илсе
Илсе Паулис (нидерл. Ilse Paulis; род. 30 июля 1993, Лейдердорп, Южная Голландия) — голландская гребчиха, чемпионка летних Олимпийских игр 2016 и бронзовый призёр Олимпийских игр 2020 в легковесных двойках парных, чемпионка мира и Европы.

## Биография
На Чемпионате мира по академической гребле 2014 в Амстердаме Паулис выступила в составе голландской команды гребчих, которая завоевала золотые медали в заплыве четверок в легком весе. Её команда установила новый мировой рекорд времени — 6:15,95 с.
В этом же году была номинирована на спортивную премию «Лимбургский спортсмен года» (нидерл. Limburgs sportman van het jaar), где конкуренцию ей составили Мишель ван дер Хейден (велогонщик) и Макс Ферстаппен (гонщик).
На Чемпионате Европы по академической гребле 2016 года, что проходил в Бранденбурге, Паулис заработала золотую медаль в категории двоек парных в легком весе.
Голландская пара гребцов Илсе Паулис и Майке Хеад завоевала золото в категории двоек парных в лёгком весе на Летних Олимпийских играх 2016 года. Со старта гонки в лидеры вырвались китайские и канадские гребцы. Голландские спортсменки шли третьим до момента преодоления отметки 1500 м на дистанции, после чего вырвались вперед и пришли к финишу первыми, оставив позади канадских и китайских гребчих. Поскольку голландская пара имела определённые трудности при квалификации на Летние Олимпийские игры 2016 года, их пара не считалась фаворитами до начала соревнования.
Ещё одна серебряная медаль была добыта на чемпионате Европы по академической гребле 2017 года в чешском городе —Рачице. Паулис выступала в дуэте с другой известной голландской гребчихой — Марике Кейсер. С результатом 07:02.560 в финале одиночного двоек в лёгком весе они пришли вторыми, уступив первенство соперницам из Польши (06:58.550 — 1-е место), но опередив гребчих из Великобритании (07:03.020 — 3-е место).